# Kenton Duty
Kenton Duty (* 12. května 1995 Plano, Texas) je americký herec. Začal se svou hereckou kariérou, když mu bylo 9 let. Hrál v divadelním představení divadla Dallas Center Vánoční koleda. Přihlásil se na konkurz na roli v Los Angeles poté, co byl objeven na semináři v Mladém studii herců v Dallasu agentem Cindy Osbrink. Populárním se stal rolí mladého Jakuba v televizním seriálu Ztraceni. Byl obsazován do rolí dospívajícího chlapce.
Roku 2010 dostal hlavní roli v seriálu Na parket! jako tanečník / módní návrhář Gunther Hessenheffer.
V současné době žije v Los Angeles a má dvě mladší sestry, dvojčata (narozená v roce 1999).